# خورخي ماير
خورخي ماير (بالإسبانية: Jorge Mayer)‏ هو كاهن كاثوليكي أرجنتيني، ولد في 20 نوفمبر 1915 في San Miguel Arcángel ‏ في الأرجنتين، وتوفي في 25 ديسمبر 2010 في باهيا بلانكا في الأرجنتين.